# Hispo striolata
Hispo striolata är en spindelart som beskrevs av Simon 1898. Hispo striolata ingår i släktet Hispo och familjen hoppspindlar. Inga underarter finns listade i Catalogue of Life.